# The Chi
The Chi (pronunciado como THE-SHY) es una serie de televisión estadounidense de drama creada por Lena Waithe para Showtime, ambientada en la vida de un vecindario en South Side (Chicago). La serie se estrenó el 7 de enero de 2018. En mayo de 2024, la serie fue renovada para una séptima temporada que se estrenó el 18 de mayo de 2025. En mayo de 2025, la serie fue renovada para una octava temporada.

## Premisa
The Chi se describe como el seguimiento de «un fatídico giro de los acontecimientos que hace tambalearse a una comunidad de la zona sur de Chicago y conecta las vidas de Emmett, Brandon, Ronnie y Kevin de forma inesperada».

## Elenco

### Principal
- Jason Mitchell como Brandon Johnson[5] (temporadas 1–2)
- Ntare Guma Mbaho Mwine como Ronnie Davis (temporadas 1–3)
- Jacob Latimore como Emmett Washington[10]
- Alex Hibbert como Kevin Williams (temporadas 1–6)
- Tiffany Boone como Jerrika Little (temporadas 1–2): La novia de Brandon.
- Yolonda Ross como Jada Washington:[10] La madre de Emmett.
- Armando Riesco como el Detective Cruz (temporadas 1–2)
- Rolando Boyce como Darnell (temporada 2–presente): El padre de Emmett.
- Barton Fitzpatrick como Reg Taylor (temporada 2; recurrente temporada 1): El hermano mayor de Jake y líder de la banda.
- Shamon Brown Jr. como Stanley «Papa» Jackson (temporada 2-presente; recurrente temporada 1): El mejor amigo de Kevin y Jake.
- Michael V. Epps como Jake Taylor (temporada 2-presente; recurrente temporada 1), El mejor amigo de Kevin y Papa y el hermano menor de Reg y Trig.
- Birgundi Baker como Kiesha Williams (temporada 3-presente; recurrente temporadas 1–2): La hermana de KEvin[11]
- Luke James como Victor «Trig» Taylor (temporada 4-presente; recurrente temporada 3): El hermano mayor de Jake.[12]
- Curtiss Cook como Otis «Douda» Perry (temporadas 4-6; recurrente temporadas 2–3)[13]
- Lynn Whitfield como Alicia (temporada 7; recurrente temporada 6): La amante de Shaad.

### Recurrente
- Lucien Cambric como Jason Roxboro (temporada 1)
- Jahking Guillory como Charles Frederick «Coogie» Johnson (temporadas 1, 5 y 6)[14]
- Brian King como el Detective Wallace (temporada 1)
- Steven Williams como Quentin "Q" Dickinson (temporadas 1 y 5), Un anciando de la familia.
- Tosin Morohunfola como Trice (temporada 1)
- Byron Bowers como Meldrick[15] (temporada 1)
- Sonja Sohn como Laverne Johnson (temporadas 1 y 3 y 4),[14] La madre de Brandon.
- Cedric Young como Sonny (temporadas 1–3): El hermano de Q y el jefe de Emmett.
- LaDonna Tittle como Ethel Davis (temporadas 1–3): La abuela de Ronnie.
- Tyla Abercrumbie como Nina Williams (temporadas 5–6): La madre de Kevin y Keisha.
- Hannaha Hall como Tiffany: La madre del hijo de Emmett.[16]
- José Antonio García como el Sr. Gasca (temporadas 1–2): El maestro de Kevin.
- Genesis Denise Hale como Maisha
- Mariah Gordon como Andrea (temporada 1)
- Chris Lee como Hannibal (temporadas 1–3): El primo de Brandon.
- Tai Davis como Tracy Roxboro: La madre de Jason.
- Common como Rafiq (temporadas 1–2)
- Crystal Dickinson como la Detective Alice Toussaint (temporada 2)
- Miriam A. Hyman como Dre (temporada 3–presente): La pareja de Nina que es consejera de la escuela secundaria.[17]
- Jasmine Davis como Imani (temporadas 3 y 4): La novia de Trig.
- La La Anthony como Dominque «Dom» Morris (temporada 3–presente)[11]
- Cortez Smith as Nuck (temporada 3–presente): Ex mano derecha de Douda. En el final de la sexta temporada, mata a Douda y se convierte en el nuevo líder de la mafia de la calle 63.
- Judae'a Brown como Jemma (temporada 3–presente)
- Kandi Burruss como Roselyn Perry (temporada 3–presente): La esposa distanciada de Douda[18]
- Lena Waithe como Camille Hallaway (temporada 3): Una candidata a la alcaldía.
- Lil Rel Howery como Zeke Remnick (temporada 3):[11] El casero de Sonny.
- Ahmad Ferguson como Bakari (temporada 3–presente)
- Abitha Brown como Octavia (temporada 4)[13]
- Jason Weaver como Rashaad «Shaad» Marshall (temporada 4–presente)[13]
- Vic Mensa como Jamal (temporadas 4 y 6)[19]
- Da Brat como LaPortia (temporadas 4 y 6)[19]
- Cory Hardrict como Dante (temporada 4–presente)
- Zaria Imani Primer como Lynae (temporada 4–presente)
- Iman Shumpert como Rob (temporadas 4–6): El interés amoroso de Tiffany.
- L'lerrét Jazelle como Fatima (temporada 5–presente)
- Amari Ferguson como Britney (temporada 6)
- Kadeem Hardison como el professor Gardner (temporada 6)
- Jill Marie Jones como Bianca (temporada 6)
- Leon Robinson como Alonzo (temporada 6): El ex-marido de Alicia, el padre de Rob
- Kennedy Amaya como Kenya (temporada 6–presente): El interés amoroso de Papa y la amante de Zay.
- Aaron Guy como Zay (temporada 6–presente): El amante de Kenya
- Daniel J. Watts como el pastor Keke (temporada 6–presente)
- Brett Gray como Damien (temporada 6–presente): El hijo de Darnell, medio hermano de Emmett.
- Rotimi como Charles (temporada 7–presente; invitado temporada 6): El hijo de Darnell, hermanastro de Emmett y antiguo ayudante del pastor Zeke, que vuelve a la iglesia para tener una segunda oportunidad.[20]
- Wendy Raquel Robinson como Riley Dalton (temporada 7)

## Episodios
| Temporada | Temporada | Episodios | Episodios          | Emisión original                                               | Emisión original         |
| Temporada | Temporada | Episodios | Episodios          | Primera emisión                                                | Última emisión           |
| --------- | --------- | --------- | ------------------ | -------------------------------------------------------------- | ------------------------ |
|           | 1         | 10        | 10                 | 15 de diciembre de 2017 (online) 7 de enero de 2018 (Showtime) | 18 de marzo de 2018      |
|           | 2         | 10        | 10                 | 4 de abril de 2019 (online) 7 de abril de 2019 (Showtime)      | 16 de junio de 2019      |
|           | 3         | 10        | 10                 | 21 de junio de 2020                                            | 23 de agosto de 2020     |
|           | 4         | 10        | 10                 | 23 de mayo de 2021                                             | 1 de agosto de 2021      |
|           | 5         | 10        | 10                 | 24 de junio de 2022 (online) 26 de junio de 2019               | 28 de agosto de 2022     |
|           | 6         | 16        | 8                  | 6 de agosto de 2023                                            | 24 de septiembre de 2023 |
| 8         | 6         | 16        | 12 de mayo de 2024 | 30 de junio de 2024                                            |                          |
|           | 7         | 12        | 12                 | 18 de mayo de 2025                                             | 3 de agosto de 2025      |

## Producción
El 30 de enero de 2018, Showtime renovó la serie para una segunda temporada que se estrenó el 7 de abril de 2019. El 30 de abril de 2019, Showtime renovó la serie para una tercera temporada que se estrenó el 21 de junio de 2020. El 20 de mayo de 2019, se anunció que Jason Mitchell no volvería a la serie para la tercera temporada debido a «acusaciones de mala conducta». El 8 de septiembre de 2020, Showtime renovó la serie para una cuarta temporada que se estrenó el 23 de mayo de 2021. En marzo de 2021, la producción de la serie se detuvo debido a una prueba positiva de COVID-19. El 8 de mayo de 2024, Paramount+ With Showtime renovó la serie para una séptima temporada cuya producción finalizó a principios de octubre de 2024. La séptima temporada se estrenó en Paramount+ With Showtime el 16 de mayo de 2025, antes de hacer su debut dos días después en Showtime. El 29 de mayo de 2025, la serie fue renovada para una octava temporada.

## Recepción

### Respuesta crítica
En el sitio web del agregador de reseñas Rotten Tomatoes, la serie tiene un índice de aprobación del 87%, basándose en 46 reseñas con una calificación media de 7,47/10. El consenso de la crítica dice: «Como un compañero optimista de The Wire, The Chi explora las complejidades de la vida en el South Side de Chicago, con un toque tierno y un claro afecto por sus cautivadores personajes». En Metacritic, tiene una puntuación media ponderada de 73 sobre 100 basada en 12 reseñas, lo que indica «reseñas generalmente favorables».